# Podkrušnohorská pánev
Podkrušnohorská pánev je region v podhůří Krušných hor v Česku známý těžbou hnědého uhlí. Tvoří součást Podkrušnohorské oblasti. Značná část území je poznamenána stále probíhající těžbou hnědého uhlí, část území je rekultivována a počítá se s vytvořením rozsáhlých vodních nádrží.
V rámci Podkrušnohorské pánve se rozlišují tři geomorfologické celky:
- Chebská pánev
- Mostecká pánev
- Sokolovská pánev